# La Vérité si je mens ! (série de films)
 Pour plus de détails, voir Fiche technique et Distribution
La Vérité si je mens ! est une série de films français qui a débuté à partir de 1997 en France. Elle montre les aventures d'Édouard « Eddie » Vuibert et de ses amis Juifs séfarades dans le monde du commerce de textile face à un commerçant rival, un patron de grandes surfaces sans scrupules ou un redoutable mafieux. Thomas Gilou met en scène les trois premiers films alors que les scénaristes Gérard Bitton et Michel Munz reprennent le flambeau pour le préquelle La Vérité si je mens ! Les débuts, sorti en 2019.

## Filmographie
La série se compose des films suivants :
- La Vérité si je mens !, film de Thomas Gilou, sorti en 1997
- La Vérité si je mens ! 2, film de Thomas Gilou, sorti en 2001
- La Vérité si je mens ! 3, film de Thomas Gilou, sorti en 2012
- La Vérité si je mens ! Les débuts, film de Michel Munz et Gérard Bitton, sorti en 2019

## Fiche technique
| Réalisateur(s)      | Thomas Gilou        | Thomas Gilou        | Thomas Gilou      | Gérard Bitton Michel Munz | Gérard Bitton Michel Munz | Gérard Bitton Michel Munz | Gérard Bitton Michel Munz |
| Scénaristes         | Gérard Bitton       | Gérard Bitton       | Gérard Bitton     | Gérard Bitton             |                           |                           |                           |
| Scénaristes         | Michel Munz         |                     |                   |                           |                           |                           |                           |
| Producteurs         | Aïssa Djabri        | Aïssa Djabri        | Aïssa Djabri      | Aïssa Djabri              |                           |                           |                           |
| Producteurs         | Farid Lahouassa     |                     |                   |                           |                           |                           |                           |
| Producteurs         | Manuel Munz         |                     |                   |                           |                           |                           |                           |
| Producteurs         |                     | Denis Penot         |                   |                           |                           |                           |                           |
| Photographie        | Jean-Jacques Bouhon | Robert Alazraki     | Robert Alazraki   | Jérôme Alméras            |                           |                           |                           |
| Montage             | Nathalie Hubert     | Nicole Saunier      | Catherine Renault | Jean-Christophe Bouzy     |                           |                           |                           |
| Sortie              | 2 mai 1997          | 7 février 2001      | 1er février 2012  | 16 octobre 2019           |                           |                           |                           |
| Durée               | 100 minutes         | 105 minutes         | 119 minutes       | 110 minutes               |                           |                           |                           |
| Genre               | comédie             | comédie             | comédie           | comédie                   |                           |                           |                           |
| Box-office          | 4 890 007 entrées   | 7 776 367 entrées   | 4 613 791 entrées | 178 358 entrées           |                           |                           |                           |
| Distributeur France | AMLF                | Warner Bros. France | Mars Distribution | UGC                       |                           |                           |                           |

## Distribution
| Édouard « Eddie » Vuibert                          | Richard Anconina    | Richard Anconina             | Richard Anconina         |                 |                 |                 |                 |
| Serge Benamou                                      | José Garcia         | José Garcia                  | José Garcia              | Anton Csaszar   |                 |                 |                 |
| Yvan Touati                                        | Bruno Solo          | Bruno Solo                   | Bruno Solo               | Jeremy Lewin    |                 |                 |                 |
| Patrick Abitbol                                    | Gilbert Melki       | Gilbert Melki                | Gilbert Melki            | Yohan Manca     |                 |                 |                 |
| Dov Mimran                                         | Vincent Elbaz       | Gad Elmaleh                  | Vincent Elbaz            | Mickaël Lumière |                 |                 |                 |
| Karine Benchetrit                                  | Aure Atika          | Aure Atika                   | Aure Atika               |                 |                 |                 |                 |
| Sandra Vuibert (née Benzakem)                      | Amira Casar         | Amira Casar                  | Amira Casar              |                 |                 |                 |                 |
| Willy Journo(2) Simon Bijaoui(3)                   |                     | Marc Andréoni                | Marc Andréoni            |                 |                 |                 |                 |
| Acteur(1) Le patron de Serge(2) Joueur de Poker(3) | Serge Malik         | Serge Malik                  | Serge Malik              |                 |                 |                 |                 |
| Beau-frère de Dov(1) Miro(2) Isaac, le serveur(3)  | Isaac Sharry        | Isaac Sharry                 | Isaac Sharry             |                 |                 |                 |                 |
| René « Les Yeux Bleus »                            | Guy Amram           |                              | Guy Amram                |                 |                 |                 |                 |
| Le Rabbin                                          | Victor Haïm         | Victor Haïm                  |                          |                 |                 |                 |                 |
| M. Vanier                                          | Christophe Le Masne | Christophe Le Masne          |                          |                 |                 |                 |                 |
| Muriel                                             | Sabrina Van Tassel  | Sabrina Van Tassel           |                          |                 |                 |                 |                 |
| Victor Benzakem                                    | Richard Bohringer   |                              |                          |                 |                 |                 |                 |
| Rafi                                               | Élie Kakou          |                              |                          |                 |                 |                 |                 |
| Maurice Aflalo                                     | Anthony Delon       |                              |                          |                 |                 |                 |                 |
| Elie                                               | Valérie Benguigui   |                              |                          | Camille Lavabre | Camille Lavabre | Camille Lavabre | Camille Lavabre |
| La mère de Dov                                     | Gladys Cohen        |                              |                          |                 |                 |                 |                 |
| Georgette Benamou                                  |                     | Gladys Cohen                 | Gladys Cohen             | Gladys Cohen    |                 |                 |                 |
| Mordechaï Benamou                                  |                     | Lucien Layani                | Lucien Layani            | Abbes Zahmani   |                 |                 |                 |
| Chochana Boutboul                                  |                     | Elisa Tovati                 | Elisa Tovati             |                 |                 |                 |                 |
| Maurice Boutboul                                   |                     | Enrico Macias                | Enrico Macias            |                 |                 |                 |                 |
| Suzie Boutboul                                     |                     | Nicole Calfan                | Nicole Calfan            |                 |                 |                 |                 |
| Denis Vierhouten                                   |                     | Daniel Prévost               |                          |                 |                 |                 |                 |
| Peznec                                             |                     | Pierre-François Martin-Laval |                          |                 |                 |                 |                 |
| Mme Vierhouten                                     |                     | Marie-Christine Adam         |                          |                 |                 |                 |                 |
| Muriel Salomon                                     |                     |                              | Léa Drucker              |                 |                 |                 |                 |
| Hervé Cockpit                                      |                     |                              | Cyril Hanouna            |                 |                 |                 |                 |
| Jonathan le caméraman                              |                     |                              | Max Boublil              |                 |                 |                 |                 |
| Xiong                                              |                     |                              | Jean-Claude Tran         |                 |                 |                 |                 |
| Dany Brillant                                      |                     |                              | Dany Brillant (lui-même) |                 |                 |                 |                 |
| Le médecin                                         |                     |                              | Michel Cymes             |                 |                 |                 |                 |